# Nokia 8110
Nokia 8110 – telefon komórkowy produkowany przez firmę Nokia, wprowadzony na rynek w 1996. Był pierwszym z nowej high-endowej linii telefonów serii 8xxx firmy Nokia. Telefon ten ze względu na kształt obudowy (lekko łukowaty) nazywany był bananem.
W 1999 r. został  wykorzystany w filmie Matrix przez braci Wachowskich, co spowodowało wzrost jego popularności i zyskanie statusu „telefonu kultowego”.
Był to jedyny telefon produkowany seryjnie który posiadał fizycznie odłączany mikrofon oraz zabezpieczenie diodowe toru sygnału audio do głośników. Odłączenie mikrofonu było realizowane przez pozłacane styki i szyny kontaktowe znajdujące się w odsuwanej klapce.